# Tasria

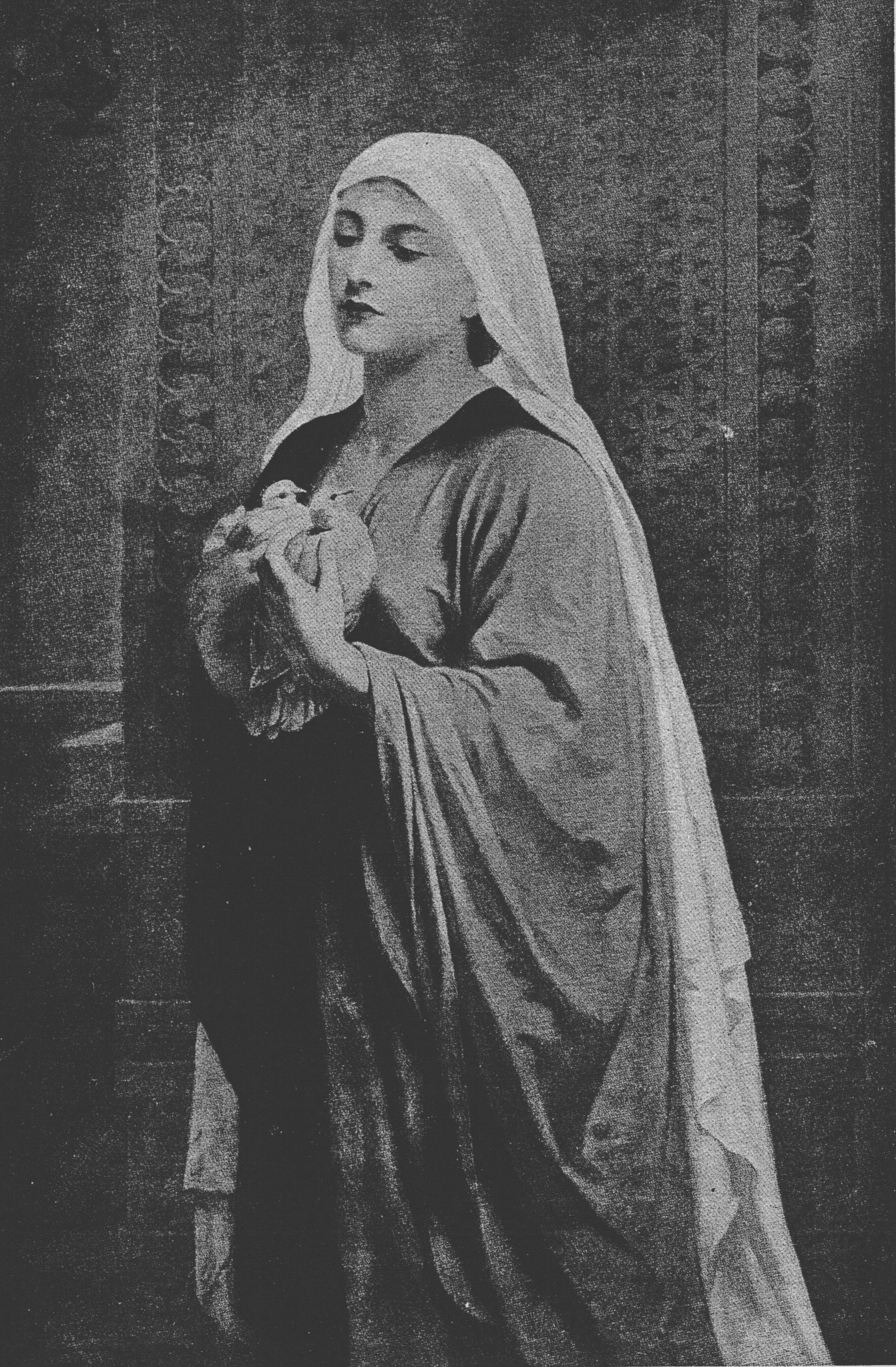
Korban Joledet (Wajikra 12.8)

Tasria (Biblisches Hebräisch תַּזְרִיעַ ‚Sie empfängt‘) bezeichnet einen Leseabschnitt (Parascha oder Sidra genannt) der Tora und umfasst den Text Leviticus/Wajikra 12–13 (12 , 13  – ELB-Links: 12 , 13 ).
Es handelt sich um die Sidra des 1. Schabbats im Monat Nisan, des 4. oder 5. Schabbats im Monat Adar scheni oder, falls mit Mezora verbunden, des 1. Schabbats im Monat Ijjar.

## Wesentlicher Inhalt
- Unreinheit und Opfer der Wöchnerin
- Hautkrankheiten, ihre Bewertung und der Umgang mit ihnen
- Behandlung des „Aussatzes“ am Menschen, an Textilien oder Leder bzw. ledernen Geräten

## Haftara
Die zugehörige Haftara ist 2 Kön 4,42–5,19 (4,42 ; 5,1–19  – ELB-Links: 4,42 ; 5,1–19 ).
Wenn Tasria mit Mezora zu einem Doppelabschnitt kombiniert wird,
so ist die Haftara die Haftara von Mezora.